# Pyrgeia rungsi
Pyrgeia rungsi är en fjärilsart som beskrevs av Köhler 1959. Pyrgeia rungsi ingår i släktet Pyrgeia och familjen nattflyn. Inga underarter finns listade.